# Alessio Foconi
Alessio Foconi, född 22 november 1989 i Rom, är en italiensk fäktare.
Vid OS 2024 ingick Foconi i det italienska laget som tog silver i florett.